# Lockheed JetStar
Lockheed JetStar – pierwszy amerykański odrzutowy samolot dyspozycyjny będący prekursorem typu określanego jako business jet. Pomimo tego, iż pierwotną przyczyną powstania samolotu było zamówienie ze strony amerykańskich sił powietrznych, to samolot znalazł nabywców głównie na rynku cywilnym. Na czele zespołu projektowego stał konstruktor Clarence Johnson.

## Historia

### Geneza
Zalety napędu odrzutowego, który wraz z zakończeniem II wojny światowej zdominował lotnictwo bojowe, dostrzeżono również w kontekście innego typu samolotów – maszyn pasażerskich. Potrzeba posiadania samolotów pasażerskich zdolnych do szybkiego przewozu osób pojawiła się w United States Air Force w latach 50. XX wieku. Pomimo panującej w kręgach decyzyjnych zgody co do potrzeby pozyskania tego typu maszyn, na przeszkodzie stanęły obowiązujące w owym okresie wymogi formalne, które umożliwiały wydanie specyfikacji przez siły powietrzne i rozpoczęcie prac projektowych jedynie nad samolotami o taktycznych właściwościach. Maszyna pasażerska takich właściwości nie miała. Aby ominąć tę przeszkodę, ogłoszono plan zakupu już istniejącej na rynku cywilnym konstrukcji w ramach dwóch konkursów. Pierwszy z nich, UTX (Utility-Trainer Experimental) przewidywał zakup dwusilnikowego, czteromiejscowego samolotu, przeznaczonego do treningu załóg maszyn wielosilnikowych. Drugi projekt, UCX (Utility-Cargo Experimental) zakładał zakup samoloty pasażerskiego, zdolnego do przewozu 10-12 pasażerów na dystansie 4630 km, napędzanego czterema silnikami odrzutowymi. Warunki konkursu skonstruowane były tak, że to producenci brali na siebie wszystkie koszty związane z rozwojem projektu, bez żadnej gwarancji ze strony sił powietrznych na zwrot pieniędzy i jakiekolwiek zamówienia. W 1956 roku do części UTX przystąpił North American Aviation i Beech, a do części UCX Fairchild Aircraft, McDonnell Aircraft Corporation i Lockheed Corporation, którego zarząd podjął decyzje o udziale w projekcie pod koniec 1956 roku. Efektem końcowym projektu UTX był samolot North American Sabreliner (oznaczenie wojskowe T-39 Sabreliner), natomiast w projekcie UCX, po wycofaniu się z rywalizacji Fairchilda, na placu boju pozostał jedynie Lockheed i McDonnell.

### Projekt

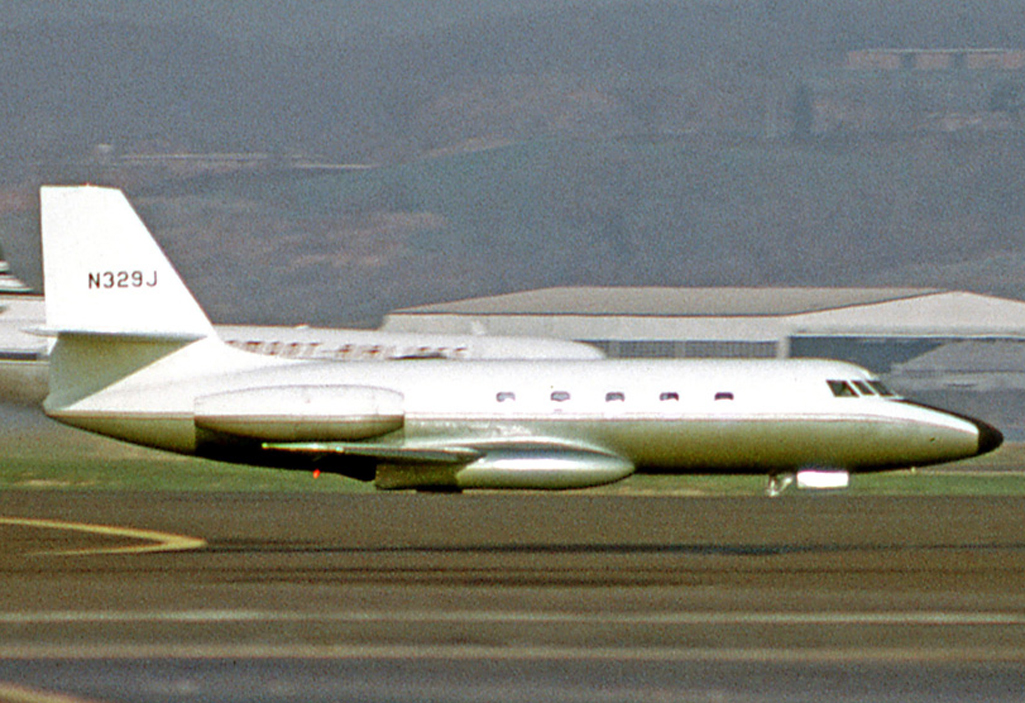
Prototyp samolotu, wersja dwusilnikowa

W styczniu 1957 roku powołano do życia zespół projektowy samolotu CL-329, bo takie oznaczenie w wytwórni otrzymała nowa maszyna, na czele którego stanął legendarny inżynier Lockheeda, Clarence Johnson. Zaprojektowano całkowicie metalową maszynę w układzie dolnopłata, zdolną do przewozu 14 osób lub 2270 kg ładunku. Pasażerowie i załoga mieli do dyspozycji ciśnieniową kabinę o kołowym przekroju. Z tyłu przedziału pasażerskiego umieszczono toaletę i niewielką kuchnię. Wysokość kabiny pasażerskiej w przejściu wynosiła 1,86 m. Z przodu i z tyłu samolotu znajdowały się przedziały bagażowe. Skrzydła o skosie 30° wyposażone w wychylane hydraulicznie dwuszczelinowe klapy. Instalacja hydrauliczna zdwojona, zasilająca chowane podwozie z przednim podparciem, hamulec aerodynamiczny umieszczony pod kadłubem za skrzydłami, hamulce kół i odwracacze ciągu. Wychylanie steru wysokości i lotek również wspomagała instalacja hydrauliczna, ster kierunku wychylany mechanicznie. Samolot wyposażony był w pomocniczą jednostkę napędową. Silniki zainstalowano w gondolach, umieszczonych po obydwu stronach kadłuba. Rozwiązanie takie, zastosowane po raz pierwszy na francuskim samolocie pasażerskim Sud Aviation Caravelle, pozwalało uchronić silniki od zassania z powierzchni ziemi ciał obcych, a z drugiej strony, redukowało hałas w kabinie pasażerskiej. Z powodu braku jednostki napędowej o odpowiednim ciągu na krajowym rynku, sięgnięto po rozwiązanie zagraniczne. Zakupiono cztery brytyjskie silniki Bristol Siddeley Orpheus. Były to sprawdzone silniki o ciągu 2200 kG, charakteryzujące się prostą konstrukcją i dużą niezawodnością. Dwa silniki, które otrzymały oznaczenie 810D, otrzymał pierwszy prototyp oznaczony numerem 1001 o znakach rejestracyjnych N329J, a pozostałe dwa druga maszyna prototypowa 1002 o znakach N329K. Za użyciem produktu firmy Bristol Siddeley przemawiał również fakt, że silniki miały być produkowane na licencji Curtiss-Wright Corporation pod oznaczeniem TJ37. W prototypowej wersji maszyna wyposażona była w cztery, umieszczone w skrzydłach, integralne zbiorniki paliwa, mogące pomieścić 4750 kg benzyny lotniczej. Jedną z nowinek technicznych, w jakie wyposażono samolot, było pozbycie się w konstrukcji maszyny ciężkiego układu stabilizatora i systemu jego przestawiania. W samolocie Lockheeda kąt zaklinowania usterzenie poziomego był regulowany poprzez regulacje ustawienia całego usterzenie, poziomego i pionowego. Dzięki takiemu rozwiązaniu udało się zmniejszyć masę całej konstrukcji. Samolot wyposażony był w chowane podwozie z przednim podparciem. Przednia, pojedyncza goleń chowana była do wnęki w kadłubie, podwozie główne, wyposażone również w pojedyncze golenie, do wnęk w skrzydłach. Pod przewodnictwem Johnsona prace posuwały się bardzo szybko i już po 241 dniach od ich rozpoczęcia gotowy prototyp gotowy był do oblotu.

### Próby
4 września 1957 roku dokonano oblotu samolotu, który w dokumentach firmy otrzymał oznaczenie CL-329 (lub L-329). Za sterami prototypu siedzieli Ray Goudey na stanowisku dowódcy, Bob Schumacher na stanowisku drugiego pilota i inżynier pokładowy Ernie Joiner. Samolot prawidłowo zachowywał się w powietrzu. W marcu 1958 roku w powietrze wzbił się po raz pierwszy drugi z prototypów. Obie maszyny charakteryzowały się bardzo dobrymi własnościami lotnymi i równie dobrymi osiągami. Aby zachęcić potencjalnych odbiorców do zakupu nowej konstrukcji, jak również pokazać jej osiągi w praktyce, w 1958 roku Lockheed zorganizował przelot maszyny, podzielony na odcinki i trwający w sumie 18 godzin. W jego trakcie samolot pokonał dystans 10 780 km. Niestety dla producenta pokaz nie przełożył się na zainteresowanie klientów samolotem. Kolejnym problemem, przed jakim stanęła wytwórnia, był brak odpowiednich silników. Chcąc zaoferować rodzimym siłom powietrznym samolot, należało go wyposażyć w jednostki produkowane na terenie Stanów Zjednoczonych. Tak też miało stać się z brytyjskimi silnikami Orpheus, których licencyjną produkcję miała podjąć wytwórnia Curtiss-Wright Corporation, do czego jednak nie doszło. Rozważano zastosowanie jednostek Fairchild J83, General Electric J85 lub Pratt & Whitney JT12A. Wychodząc naprzeciw oczekiwaniom sił powietrznych w ramach programu UCX, przewidywano zastosowanie czterech silników, zamontowanych po dwa, po obydwu stronach kadłuba, analogicznie jak w samolocie Vickers VC10. Wersja czterosilnikowa była o tyle istotna dla przyszłości samolotu, ponieważ dwusilnikowy model przegrał w rywalizacji o zwycięstwo w programie UTX. Początkowo, w październiku 1958 roku US Air Force poinformowały o zakupie w ramach programu UTX przygotowanej przez Lockheeda wersji wojskowej, oznaczonej jako T-40A-LM, napędzanej dwoma silnikami. Miał być to samolot przeznaczony do szkolenia załóg dużych maszyn wielosilnikowych. Ostatecznie jednak wybrano produkt firmy North American T-39 Sabreliner.
Program budowy i rozwoju silników J83 zakończono w listopadzie 1958 roku, co ograniczyło wybór do J85 i JT12A. Ostatecznie, na przeznaczonym do prób w konfiguracji czterosilnikowym drugim prototypie (N329K), zamontowano jednostki JT-12A-6 o ciągu 1360 kG. Nie była to pierwsza tak znacząca modernizacja maszyny prototypowej. Trochę wcześniej przetestowano na niej z sukcesem najbardziej charakterystyczny element nowej konstrukcji – dwa stałe dodatkowe zbiorniki zewnętrzne umieszczone w centralnej części skrzydeł, każdy o pojemności 2139 litrów. Samolot w wersji czterosilnikowej po raz pierwszy wzbił się w powietrze w styczniu 1960 roku. Maszyna otrzymała oznaczenie wytwórni L1329.
Nie będąc pewnym zamówień, Lockheed podjął ryzykowną decyzje o uruchomieniu produkcji seryjnej. Ryzyko opłaciło się, gdyż w marcu 1960 roku firma dysponowała zamówieniami na 20 samolotów w wersji czterosilnikowej i dalszymi opcjami.

## Produkcja seryjna
Pomimo tego, że samolot powstał głównie z myślą o własnych siłach powietrznych, to dopiero zamówienia ze strony użytkowników cywilnych pozwoliły na uruchomienie pełnoskalowej produkcji seryjnej. Samolot przeznaczony na rynek cywilny otrzymał oznaczenie JetStar 6, a na użytek wytwórni L1329-23A (lub L1329-23D) w zależności od zastosowanych silników, którymi mogły być JT12A-6 lub JT-12A-6A. Jednostki wyposażone w odwracacze ciągu. Maszyny seryjne, w odróżnieniu od samolotów prototypowych, wyposażono w zdwojone koła podwozia głównego i przedniego. Kabina pilotów otrzymała dodatkowe górne oszklenie. Wydłużono kadłub z 17,93 m do 18,41 m. Kabina mieściła dziesięciu pasażerów plus dwuosobowa załoga. Dodatkowe zbiorniki paliwa zamontowane na skrzydłach samolotu dysponowały łączną pojemnością 3550 l, co przełożyło się na zasięg samolotu, który wzrósł z 2775 do 3570 km. Pomocnicza jednostka napędowa nie była w wersji seryjnej standardem a opcją, której instalację mógł zlecić zamawiający. Samoloty wyposażono w system zrzutu paliwa. Przednie klapy samolotu, krawędzie natarcia statecznika poziomego i pionowego wyposażono w pneumatyczną instalację przeciwoblodzeniową (w późniejszych wersjach zrezygnowano z systemu przeciwoblodzeniowego na krawędziach natarcia stateczników). Aby zadość uczynić wymaganiom certyfikacyjnym w tamtym okresie, pierwsze wersje samolotu wyposażono w spadochron hamujący. Pierwsza seryjna maszyna, samolot o znakach rejestracyjnych N9201R, oblatana została wiosną 1960 roku i posłużyła do przeprowadzenia prób certyfikacyjnych. Nie przebiegały one początkowo pomyślnie. W lotach na dużych kątach natarcia dochodziło do zjawiska pompażu sprężarek silników. Powodem było umieszczenie wlotów powietrza do silnika blisko krawędzi spływu skrzydeł. Przy dużych kątach natarcia, odrywające się od powierzchni płatów strugi zakłócały pracę jednostek napędowych. Zaradzono temu niekorzystnemu zjawisku, montując we wlotach powietrza do silników charakterystyczne płytki ustawione w formie krzyża, odpowiednio kierujące strugi powietrza. W konsekwencji, Federal Aviation Administration 28 sierpnia 1961 roku wydała certyfikat typu dla modelu L--1329-23A/23D, co umożliwiło rozpoczęcie sprzedaży samolotu.

## Wersje cywilne

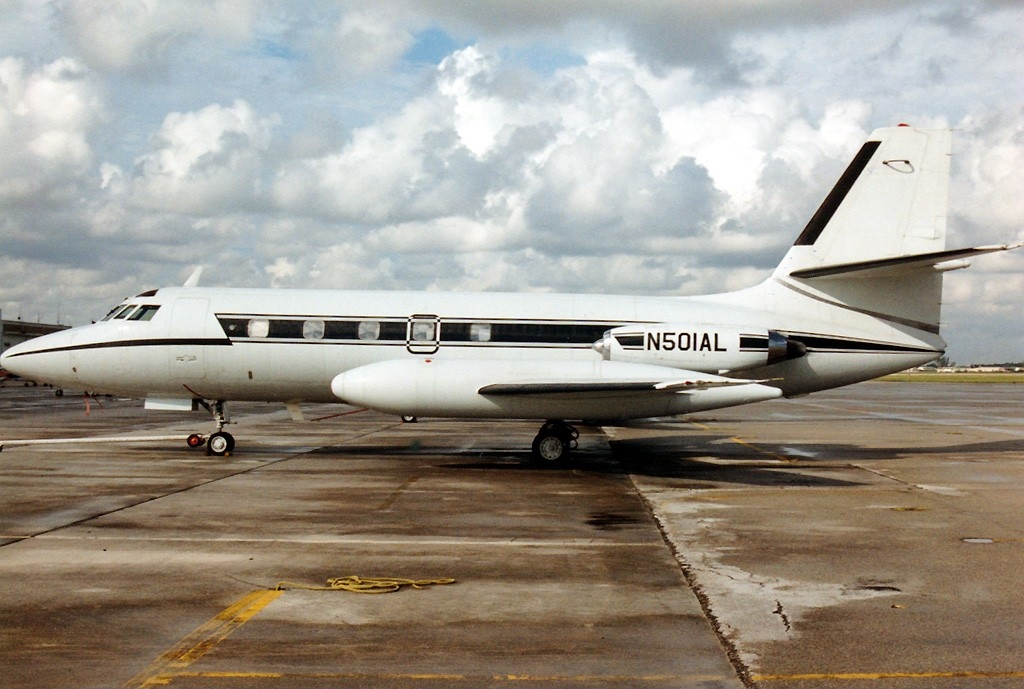
JetStar 6

### JetStar 6
Lockheed JetStar był pierwszym samolotem dyspozycyjnym z napędem odrzutowym, od początku projektowanym pod kątem pełnienia tego typu zadań, który trafił na amerykański rynek cywilny. Pierwsze dostawy zaczęto realizować w drugiej połowie 1961 roku. Do końca roku przekazano szesnaście maszyn a w kolejnym, rekordowym pod względem sprzedaży 1962 roku, następnych 21 samolotów. Lockheed nigdy więcej nie zdołał osiągnąć takiego wyniku. W tym samym roku producent dysponował zamówieniami na kolejnych 43 JetStarów, nie był to wynik spodziewany przez Lockheeda. Był on na tyle rozczarowujący, że rozważano nawet wstrzymanie dalszej produkcji. Łącznie powstało 80 samolotów JetStar 6. Wśród pierwszych odbiorców znalazły się Indonezyjskie Siły Powietrzne (trzy samoloty), Luftwaffe (trzy samoloty, jeden z nich został utracony w wyniku katastrofy, w 1968 roku zastąpiono go następnym JetStarem), Federal Aviation Administration (pojedynczy samolot eksploatowany przez 30 lat), NASA (dwa samoloty), Kanadyjskie Ministerstwo Transportu (jeden egzemplarz). 

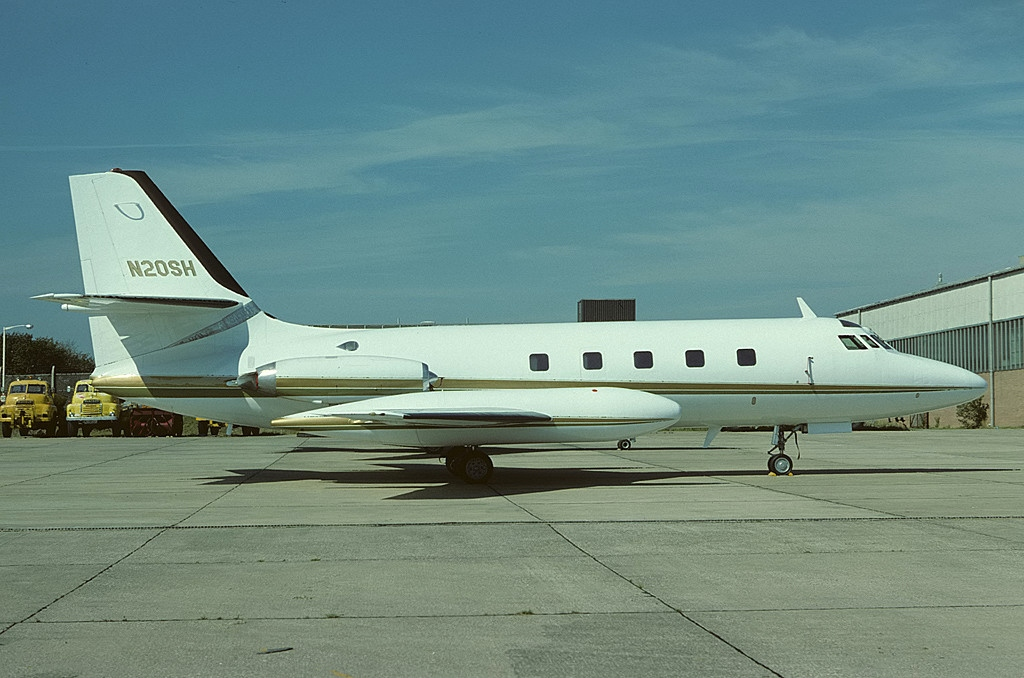
JetStar 8

### JetStar 8
6 czerwca 1967 roku certyfikat typu otrzymał nowy wariant samolotu Lockheeda, oznaczony jako JetStar 8. Od swojego poprzednika maszyny różniły się zastosowaniem mocniejszej jednostki napędowej JT-12A-8 o maksymalnym ciągu startowym 1497 kG. Nowe silniki montowano na samolotach począwszy od 97 seryjnego egzemplarza. Do nowego standardu przebudowano również część wersji JetStar 6. Łącznie zbudowano 66 samolotów. Wśród użytkowników znalazły się rządy Iraku (jedna maszyna), Libii (jeden samolot) oraz Kuwejtu (jeden samolot), Królewskie Saudyjskie Siły Powietrzne (dwa samoloty), Irańskie Siły Powietrzne (jeden samolot). Wobec braku dalszego zainteresowania samolotem, linia montażowa JetStara została czasowo zamknięta.

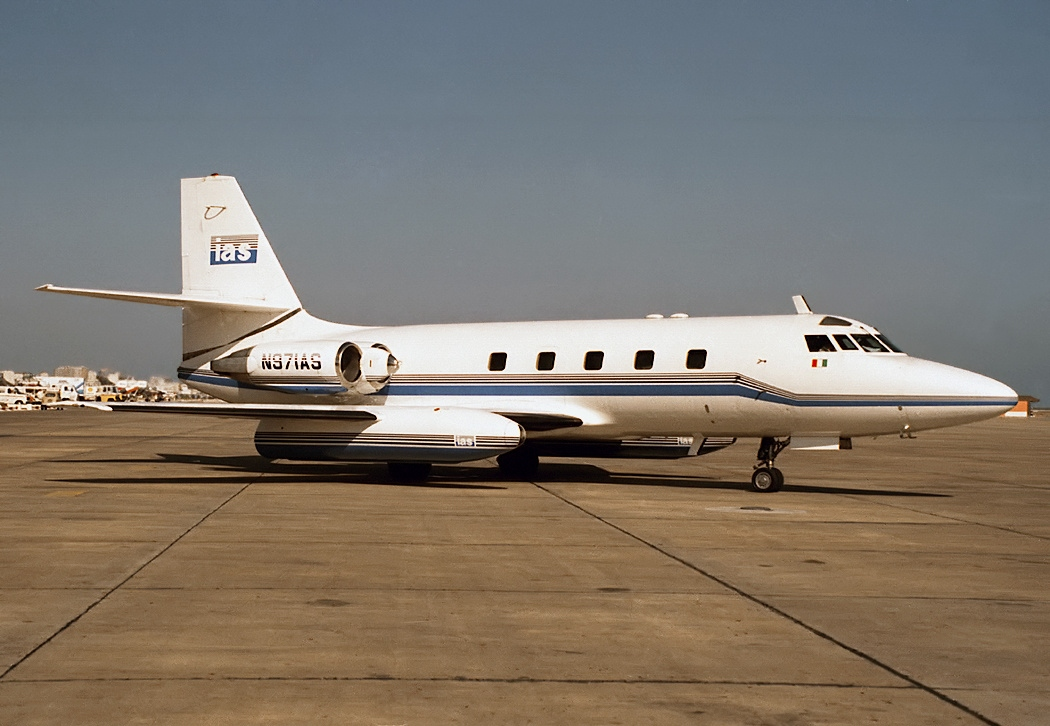
JetStar 731

### JetStar 731

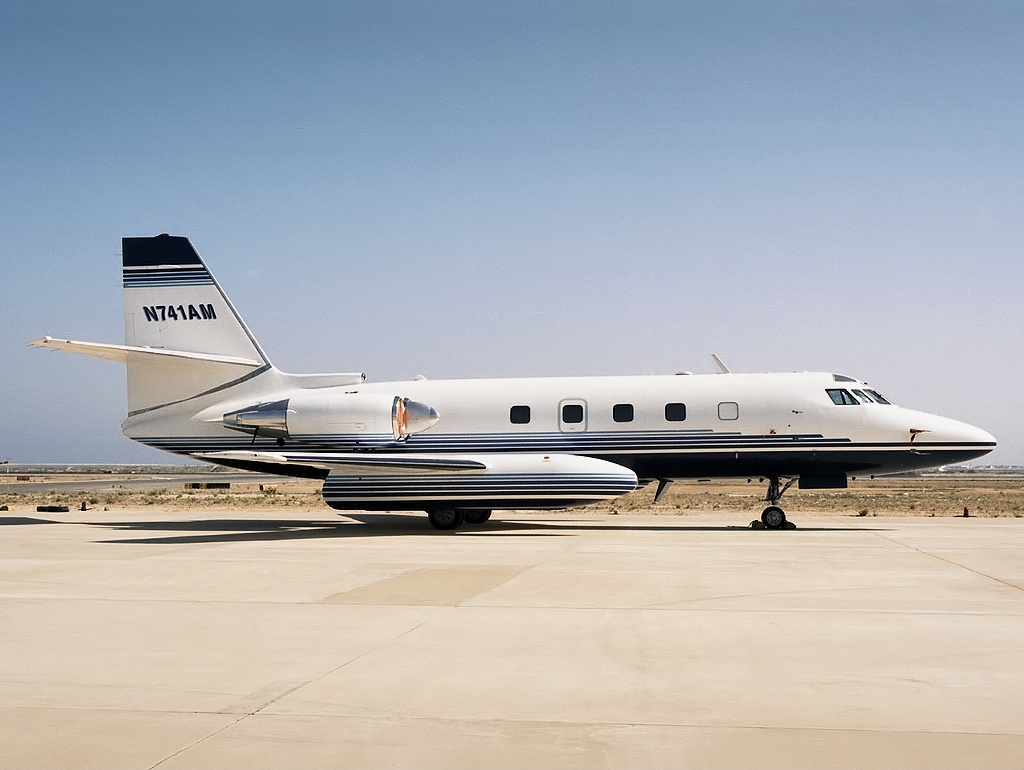
JetStar II

Wersja samolotu, która została poddana modyfikacji nie przez macierzystą wytwórnię, a firmę AiResearch Aviation Company. Tym niemniej Lockheed nie odciął się od prac firmy a aktywnie ją wspomagał. Modyfikacja miała na celu wymianę dotychczas stosowanych silników JT12 na nowe, turbowentylatorowe jednostki. Celem modernizacji miało być zmniejszenie zużycia paliwa, redukcja poziomu hałasu jaki generowały pracujące silniki oraz zwiększenie zasięgu i poprawienie osiągów samolotu. Obok wymiernych korzyści związanych z mniejszymi kosztami eksploatacji zużywającego mniej paliwa samolotu, istotnym czynnikiem sprzyjającym takiej modernizacji była perspektywa wprowadzenia na terenie Stanów Zjednoczonych ograniczeń dla samolotów nie spełniających norm określających dopuszczalne natężenie hałasu, opisanych jako Stage III. Podstawą prac stał się silnik Garrett TFE731-1, zaprojektowany i zbudowany przez firmę matkę, Garrett AiResearch. Był to sprawdzony silnik, szeroko wykorzystywany w konstrukcjach lotniczych. Prace modernizacyjne podjęto na początku lat 70. XX wieku. Podstawowym problemem, z jakim musieli zmierzyć się projektanci nowej wersji, była większa średnica nowych silników. Większa masa silników wymusiła wzmocnienie całej konstrukcji celem przystosowania jej do zwiększonego obciążenia. Zastosowano znane z silników JT12 dodatkowe powierzchnie regulujące przepływ strug powietrza i poprawiono aerodynamikę wlotów powietrza do silnika. Pomimo tego, iż TFE731 miał o 25 cm większą średnicę niż JT12, to zaprojektowane wloty powietrza były szersze jedynie o 8 cm w porównaniu do wcześniejszego modelu. Zmodyfikowano obrys zewnętrznych zbiorników paliwa oraz zmieniono ich położenie względem płatów, przenosząc je na dolną powierzchnie skrzydeł. Ich pojemność wzrosła z 10 069 l do 10 168 l. Zmiana położenia zbiorników wymusiła nieznaczne zmiany w konstrukcji klap. Zmodyfikowano zewnętrzne części lotek tak, aby dociążyć centralną sekcję płata. Samolot wyposażono w odpychacz drążka sterowego zapobiegający przeciągnięciu oraz system automatycznego wychylenia steru kierunku przy awarii jednego z silników a tym samym zapobieganiu asymetrii ciągu. Wśród inżynierów pracujących nad modernizacją samolotu znalazł się między innymi Ed Swearingen, twórca samodzielnych projektów i głębokich modyfikacji istniejących konstrukcji, których efektem były samoloty Piper PA-30 Twin Comanche czy Beechcraft Twin Bonanza. Do prac nad nową wersją przystąpiono w październiku 1972 roku, a dwa lata później maszyna była gotowa. Prototyp o znakach N731A został oblatany 10 lipca 1974 roku. Maszyna pochodziła z indonezyjskich sił powietrznych. Po upływie kolejnych dwóch lat, 10 czerwca 1976 roku tak zmodernizowana wersja otrzymała certyfikat typu. W marcu 1976 roku wykonano pierwszą komercyjną modernizację do standardu 731. Łącznie w ten sposób przebudowano 61 samolotów.

### JetStar II
Maszyny wyposażone w silniki Garrett TFE731 spalały o 35% paliwa mniej niż samoloty z silnikami JT12. Była to znacząca dla użytkowników korzyść. Mając doświadczenie w pracach modernizacyjnych, mających na celu zastosowanie silnika turbowentylatorowego, Lockheed opracował własną wersję tego typu samolotu. Producent zamierzał użyć tych samych silników Garrett TFE731-3, jakich użyto w wersji JetStar 731. Aby przystosować maszynę do przenoszenia większych obciążeń, związanych ze wzrostem masy jednostek napędowych, zmieniono położenie tylnej wręgi ciśnieniowej. Zwiększono średnice gondoli silnikowych. Pozostawiono zewnętrzne zbiorniki paliwa o nieco zmienionym kształcie. W JetStarze II mieściły one 8587 kg paliwa. U nasady statecznika pionowego pojawił się wlot powietrza do instalacji klimatyzacyjnej. Usunięto spadochron hamujący. Zainstalowano centralny zawór paliwa umożliwiający tankowanie wszystkich zbiorników paliwa poprzez jeden wlew. Nowa maszyna otrzymała oznaczenie JetStar II (w dokumentach wytwórni oznaczono ją jako L1329-25). Gotowy prototyp o numerze 5201 i znakach rejestracyjnych N5227L, został wytoczony z hali montażowej w czerwcu 1976 roku a dwa miesiące później, 18 sierpnia 1976 roku, oblatany. 14 grudnia tego samego roku maszyna otrzymała certyfikat typu, co otworzyło drogę do jej sprzedaży. Łącznie wykonano 40 samolotów w wersji JetStar II. Ostatni z nich został dostarczony odbiorcy, Esmark Corporation w kwietniu 1980 roku. JetStar II był ostatnią produkowaną seryjnie wersją samolotu. Po wybudowaniu ostatniego egzemplarza, linia montażowa została zamknięta.

### AAI FanStar
Wybudowana w jednym egzemplarzu wersja napędzana dwoma silnikami turbowentylatorowymi General Electric CF34-3A. Konwersji poddano model JetStar 8, numer seryjny 5131. Celem producenta, którym w tym przypadku była firma American Aviation Industries a nie macierzysta wytwórnia, było z jednej strony radykalne unowocześnienie samolotu, a z drugiej obniżenie kosztów jego eksploatacji. W tym celu, obok instalacji nowych silników, planowano zwiększyć rozpiętość skrzydeł do 18,79 m oraz zainstalować winglety i dokonać modyfikacji steru kierunku. Oczekiwano, że planowane zmiany pozwolą zmniejszyć koszty eksploatacji o 34% w porównaniu do wcześniejszych wersji. Wybrana do modernizacji maszyna w maju 1985 roku trafiła do General Electric Mojave Flight Test Center. Samolot został wyposażony w silniki General Electric CF34-1A, zmodernizowano instalację elektryczną i pomocniczą jednostkę napędową, nową awionikę i autopilota Collins AHS-85/APS-85. Na życzenie klienta, firma przewidywała instalację wyświetlaczy ciekłokrystalicznych w miejsce mechaniczno-analogowych wskaźników w kokpicie samolotu. 5 września 1986 roku został oblatany. Pomyślny przebieg prób w locie zaowocował zamówieniami na siedemnaście samolotów w następnym roku. Niestety dla projektu, nie doszło do podpisania żadnych wiążących umów sprzedaży samolotu i cały projekt pozostał na etapie pojedynczego samolotu. Powody miały charakter finansowy. Cena samolotu wynosiła około 9 mln dolarów USD. Potencjalni klienci woleli niewiele droższego (12 mln dolarów USD), charakteryzującego się podobnymi parametrami, za to całkowicie nowego Canadaira CL-601.

### Niezrealizowane wersje cywilne
Producent rozpatrywał możliwość zbudowania maszyny zdolnej do przewozu większej liczby pasażerów, napędzanej dwoma dwuprzepływowymi silnikami turbowentylatorowymi. Możliwość zabrania na pokład większej liczby osób miała zostać zrealizowana dzięki wydłużeniu kadłuba samolotu. Innym, niezrealizowanym projektem był samolot napędzany trzema silnikami. Dwa z nich miały być umieszczone typowo dla JetStara w tylnej części kadłuba po obu jego stronach, zaś trzeci z silników miał być zainstalowany centralnie, z wlotem powietrza u nasady statecznika pionowego. Rozwiązanie to z powodzeniem zastosowano na większych maszynach pasażerskich typu Boeing 727 lub Hawker Siddeley Trident czy w produkcie Lockheeda, pasażerskim Lockheed L-1011 TriStar.

## Wersje wojskowe

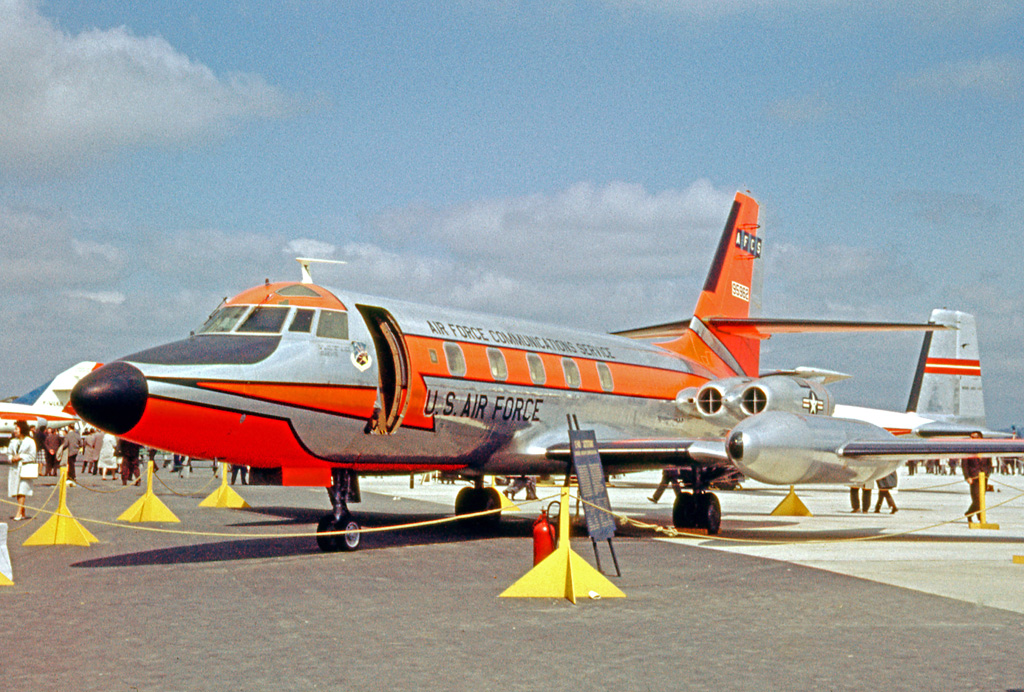
Lockheed C-140A

Pomimo tego, iż JetStar powstał w oparciu o wymagania sił powietrznych, to otrzymały one zaledwie szesnaście maszyn. Zamówienie ze strony US Air Force nadeszło w połowie 1960 roku. Pierwsze pięć maszyn, które otrzymało wojskowe oznaczenie C-140A-LM, przeznaczone było do testowania i kalibracji urządzeń nawigacyjnych, systemów komunikacji i radiolokacji w ośrodkach i instalacjach sił powietrznych rozsianych na całym świecie. Samoloty konstrukcyjnie nie różniły się od cywilnych wersji JetStar 6. Dostawy zakupionych samolotów rozpoczęto we wrześniu 1961 roku. Weszły one w skład 1866. eskadry Air Force Communications Service (1866th Flight Checking Fight) z Scott Air Force Base. Samoloty zostały wykorzystane podczas działań bojowych w trakcie wojny wietnamskiej. W linii służyły do początku lat 90. XX wieku. Kolejną wojskową wersją, wybudowana także w liczbie pięciu egzemplarzy, był samolot oznaczony jako C-140B-LM. Była to wersja, która w zależności od pełnionych zadań mogła pełnić rolę samolot pasażerskiego lub towarowego. Pierwsze maszyny tej wersji weszły do służby w kwietniu 1961 roku i praktycznie od razu zostały zmodernizowane do standardu VC-140B. Była to wersja z kabiną pasażerską o podwyższonym standardzie wyposażenia, przeznaczona do przewozu ważnych osobistości. W trakcie eksploatacji samoloty przebudowywano do podstawowej wersji, z której się wywodziły – C-140B-LM. Kolejną otrzymaną od producenta wersją były samoloty oznaczone jako VC-140B-LM. Było to sześć maszyn przeznaczonych do przewozu ważnych osobistości i trafiły na wyposażenie 1254. Air Transport Wing w Andrews Air Force Base. W sumie US Air Force otrzymały 16 samolotów. W planach była budowa jeszcze dwóch samolotów oznaczonych jako UV-1. Miały być maszyny w wersji JetStar 6, przeznaczone dla United States Department of the Navy. Samoloty zamówiono w 1960 roku, we wrześniu 1962 roku zmieniono oznaczenie na C-140C-LM, ale dostawy nie zrealizowano z powodu anulowania kontraktu.

## Air Force One
VC-140B w służbie US Air Force wykorzystywany był w charakterze samolotu Air Force One, maszyny przeznaczonej do przewozu Prezydenta Stanów Zjednoczonych. Na pokładzie maszyny gościli Lyndon B. Johnson, Richard Nixon, Gerald Ford, Jimmy Carter i Ronald Reagan. Najczęstszym gościem na pokładzie VC-140B był Lyndon Johnson, nie tylko jako prezydent, ale również wcześniej, kiedy będąc jeszcze wiceprezydentem używał maszynę Lockheeda (najczęściej był to samolot o numerze 61-2488) przede wszystkim do lotów na swoje ranczo w Teksasie niedaleko Johnson City. Rezydencja Johnsona położona była tuż obok pasa startowego, był on jednak zbyt krótki, aby mógł na nim lądować VC-137C SAM 26000, którym był przystosowany do pełnienia roli prezydenckiego samolotu Boeing 707. Doskonale jednak radził sobie na nim JetStar, którym Johnson latał do Waszyngtonu. W trakcie dłuższych pobytów na ranczo, JetStar stacjonował w bazie Bergstrom Air Force Base niedaleko Austin. Przez pierwsze dwa miesiące po śmierci Johna F. Kennedy’ego, Johnson unikał wsiadania na pokład VC-137C, nie zrezygnował jednak z JetStara. VC-140B, z powodu swojego niewielkiego w porównaniu do VC-137C rozmiaru, nieoficjalnie nazywany był „Air Force One Half”. Do dziś samolot prezydenta eksponowany jest w Lyndon B. Johnson National Historical Park, jak obecnie nazywa się posiadłość Johnsona. Kolejny prezydencki C-140 można oglądać w National Museum of the United States Air Force.

## Wybrani użytkownicy

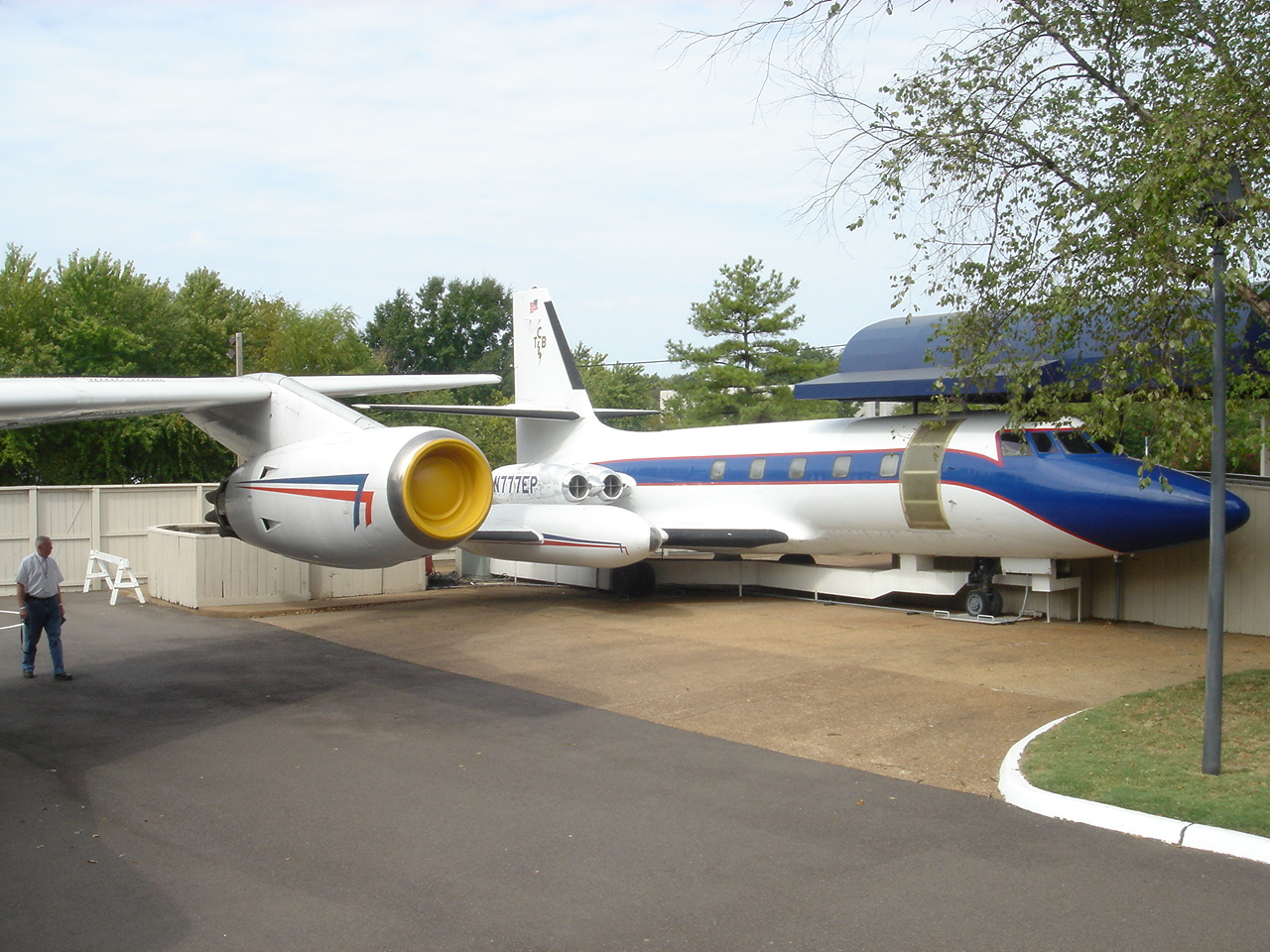
Samolot Elvisa Presleya prezentowany w Graceland

Wśród użytkowników znalazł się między innymi Elvis Presley, który był posiadaczem dwóch maszyn tego typu. Pierwsza z nich, zakupiona we wrześniu 1975 roku, o numerze rejestracyjnym N777EP otrzymała nazwę własną Hound Dog II. Drugi z samolotów JetStar został zakupiony w 1976 roku, współwłaścicielem samolotu był ojciec piosenkarza, Vernon Presley. Po śmierci Presleya, obydwa samoloty zostały sprzedane przez rodzinę. Jeden z nich został następnie ponownie odkupiony i do dziś prezentowany jest na terenie posiadłości Graceland. Druga z maszyn, po ponad 30 latach parkowania na niewielkim lotnisku w Roswell w stanie Nowy Meksyk, w maju 2017 roku została sprzedana na aukcji. Samolot był w bardzo złym stanie technicznym (m.in. zdewastowana kabina pilotów i brak silników). Według niektórych informacji, wnętrze samolotu projektował sam Elvis Presley. Właścicielem samolotu był również amerykański miliarder, pilot, konstruktor lotniczy i producent filmowy Howard Hughes. Jego samolot do dziś prezentowany jest w Greater St. Louis Air and Space Museum w Saint Louis. Kolejnym użytkownikiem samolotu był amerykański aktor Bob Hope. W 1967 roku zakupił on JetStara o numerze rejestracyjnym N18BH. Samolot należał do aktora aż do jego śmierci w 2003 roku. W trakcie eksploatacji samolot przeszedł konwersję do modelu JetStar 731. Właścicielem samolotu jest amerykański muzyk country Alan Jackson. Prototypowy egzemplarz w wersji dwusilnikowej, używany był w latach 50. XX wieku jako samolot dyspozycyjny głównego konstruktora Clarenca Johnsona. Po wycofaniu maszyny z eksploatacji, samolot znalazł się na politechnice British Columbia Institute of Technology, aby docelowo trafić do Museum of Flight w Seattle.

## Wypadki i katastrofy
Do pierwszej katastrofy samolotu doszło 7 listopada 1962 roku. Należący do US Air Force Lockheed C-140A-LM o numerze 59-5961 rozbił się podczas podchodzenia do lądowania w bazie Robins Air Force Base. Spośród znajdujących się na pokładzie sześciu osób, pięć zginęło w płomieniach. Uratował się kapitan samolotu, Dendy Lewis, uciekając przez rozbite okno kabiny pilotów.
5 stycznia 1995 roku z pokładu należącego do Sił Powietrznych Islamskiej Republiki Iranu Lockheeda JetStar nadano komunikat o rozhermetyzowaniu kabiny i rozpoczęciu procedury awaryjnego lądowania w Isfahanie. Samolot wykonywał lot na trasie wyspa Kish - Teheran z międzylądowaniem w Isfahanie. Pilot nie zdołał wylądować, maszyna rozbiła się. Wszyscy znajdujący się na pokładzie - dwanaście osób - zginęli. Wśród ofiar był generał Mansour Sattari, głównodowodzący sił powietrznych.
24 października 2005 roku, znajdujący się w Fort Lauderdale JetStar o znakach N375MD został zniszczony przez huragan Wilma.
10 marca 2006 roku, podchodzący do lądowania JetStar 8 o znakach N116DD rozbił się na lotnisku Dallas-Love.

## Ocena samolotu
Samolot cieszył się opinią maszyny niezawodnej i solidnie zbudowanej. Do 2017 roku, w użyciu pozostawało około 10% z wybudowanych maszyn. Z racji dużych kosztów eksploatacji, dużego zużycia paliwa, skomplikowanego serwisu, nie był to samolot przeznaczony dla przewoźników nastawionych na obsługę masowego ruchu pasażerskiego, a raczej dla klientów, dla których sprawy finansowe odgrywały drugorzędną rolę. Pierwszoplanową rolę odgrywała wygoda pasażerów, odbywających podróż samolotem w komfortowych warunkach. Dla Lockheeda projekt okazał się być porażką finansową, gdyż koszty jakie poniosła wytwórnia w pracach nad JetStarem miały zwrócić się po sprzedaży co najmniej 300 samolotów. Tyle wstępnie egzemplarzy planowały zakupić siły powietrzne w ramach programu UCX, ostatecznie, US Air Force nabyły 16 maszyn, a cały program zakończył się na wybudowaniu 204 samolotów.